# John Simson
Pour les articles homonymes, voir Simson.
Pas d'image ? Cliquez ici

a Compétitions nationales et continentales officielles uniquement.

b Matchs officiels uniquement.
John Simson, né le 21 octobre 1884 et décédé le 30 mars 1976, est un joueur de rugby écossais, évoluant avec l'Écosse comme ailier.

## Carrière
John Simson dispute son premier test match avec l'Écosse le 18 novembre 1905 contre l'équipe de Nouvelle-Zélande, lors de leur tournée en 1905-1906, pour un match perdu 12-7 
Il dispute son dernier test match le 25 février 1911 contre l'Irlande.
Il joue 7 matchs et inscrit 2 essais. 

## Palmarès
- 7 sélections pour l'Écosse.
- 2 essais, 6 points
- Sélections par année : 1 en 1905, 3 en 1909, 2 en 1910, 1 en 1911
- Participation aux tournois britanniques en 1905, 1909
- Participation aux Tournois des Cinq Nations en 1910, 1911